# 77 Геркулеса
77 Геркулеса (лат. 77 Herculis), x Геркулеса (лат. x Herculis), HD 158414 — одиночная звезда в созвездии Геркулеса на расстоянии приблизительно 408 световых лет (около 125 парсек) от Солнца. Видимая звёздная величина звезды — +5,85m. Возраст звезды определён как около 621 млн лет.

## Характеристики
77 Геркулеса — белая звезда спектрального класса A4V, или A2. Масса — около 2,21 солнечных, радиус — около 4,454 солнечных, светимость — около 62,158 солнечных. Эффективная температура — около 8276 K.

## Планетная система
В 2019 году учёными, анализирующими данные проектов HIPPARCOS и Gaia, у звезды обнаружена планета.